# ウオキャッチ!
『ウオキャッチ!』（英題: Fish'em All!（Wiiウェア版） または Carps & Dragons（ニンテンドー3DS版））は、スペインのインディーゲームスタジオAbylightが開発したアクションゲーム。日本ではニンテンドー3DS版がフライハイワークスより2014年6月19日に発売された。

## 概要
長い柄のついた網を用いて池の中から次々と飛び出す魚を掬い取っていくというシステムを主軸としたゲームソフト。サイドビューで描かれたエリアで網を持った老人のキャラクターを操作し、妨害する敵や妨害アイテムを避けながら魚を捕まえ各ステージのノルマ達成を目指す。
魚の捕獲に網を用いるシステムは日本の金魚すくいから着想を得たもので、この流れから、忍者姿のネズミや力士姿のカエルといった、日本文化を反映した敵キャラクターが採用されている。

## システム
以下のモードのうち、「ノーマルモード」と「ウオリスモード」は2人同時プレイが可能。ニンテンドー3DS版では、ソフトが入っている本体同士だけではなく、ソフトが入っていない本体にデータを配信して同時プレイできる「ダウンロードプレイ」にも対応している。
ノーマルモード
魚を捕まえることなどで得点を重ね、規定の点数に達するとステージクリアとなる。各ステージは3つのフェーズに分かれており、それぞれに設定された制限時間内にノルマの点数を超えられないとミッション失敗になる。
魚の種類ごとに捕獲時の得点が異なる。また、一部の敵を倒した際にも得点が入る。ステージクリア時には残り時間が得点に換算される。
敵の攻撃や妨害アイテムの「バクダン」（網で掬うと爆発する）の爆風を受けると一定時間行動不能になる。
チャレンジモード
あらかじめ設定されたクリア条件（特定の魚を一定数取得）や制限（特定の魚・妨害アイテムの取得禁止、時間制限）に沿ってプレイするモード。
ウオリスモード
このモードでは、捕獲した魚が画面左端または右端にある縦長の枠にストックされる。連続で3匹以上並んだ同色の魚は数秒後に消滅し、この際に得点が入る。同時に消えた魚の匹数が多いほど高得点になる。
時折現れるピラニアを網で掬うと、枠内の魚が全て消滅する。この時、魚が3匹以上並んだ箇所があれば自動で得点に換算される。
3つのフェーズそれぞれの制限時間内に規定得点に達しなかった場合や、魚が枠上限の10匹に達した場合にゲームオーバーとなる。

## 受賞
- Casual Connect: Indie Showcase Europe 2014 「Best Console Game Award」（Carps & Dragons（ニンテンドー3DS版））[8]